# Louis Lartet

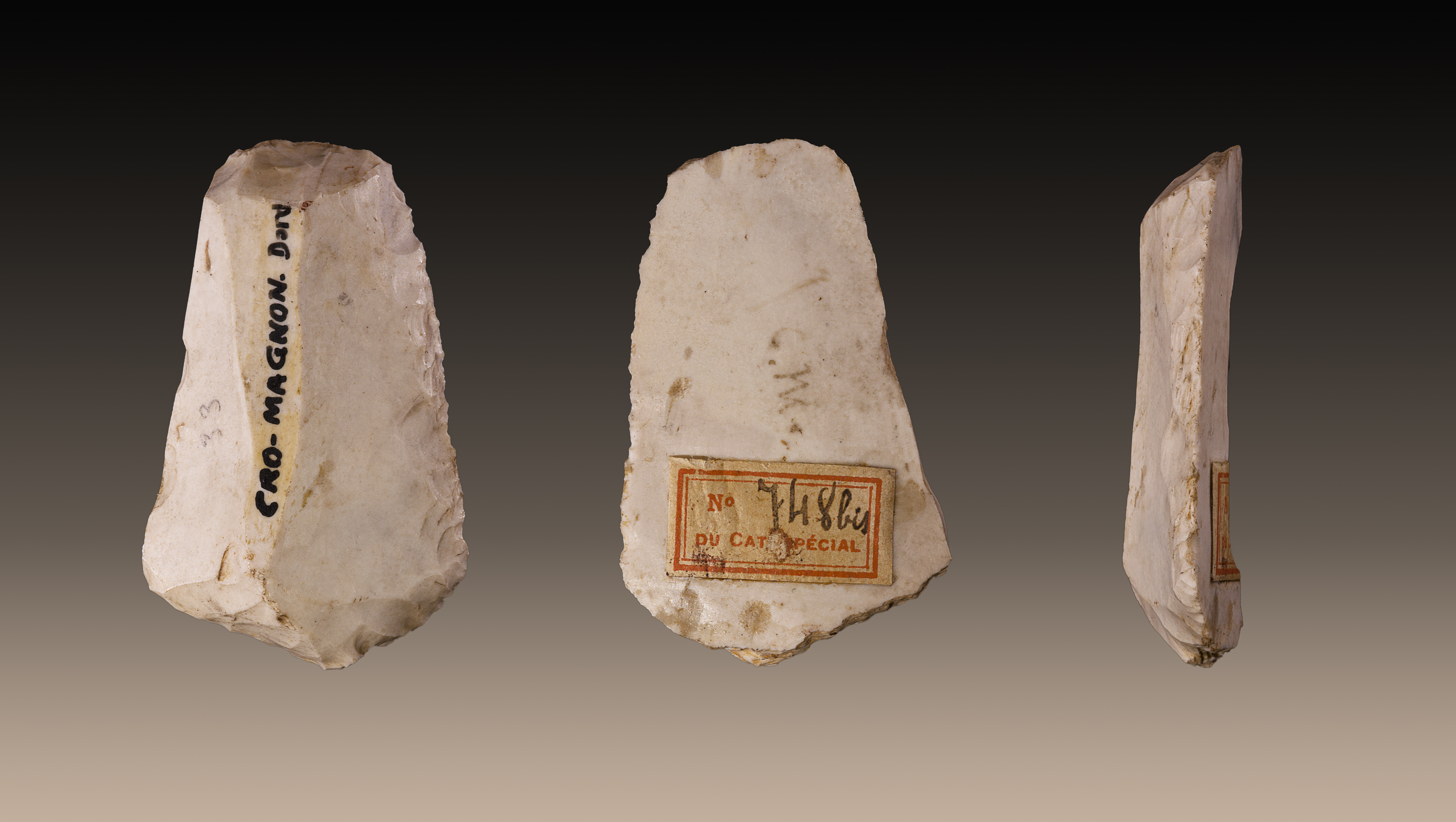
Raspador de Cro-Magnon - Colección Louis Lartet - Museo de Toulouse

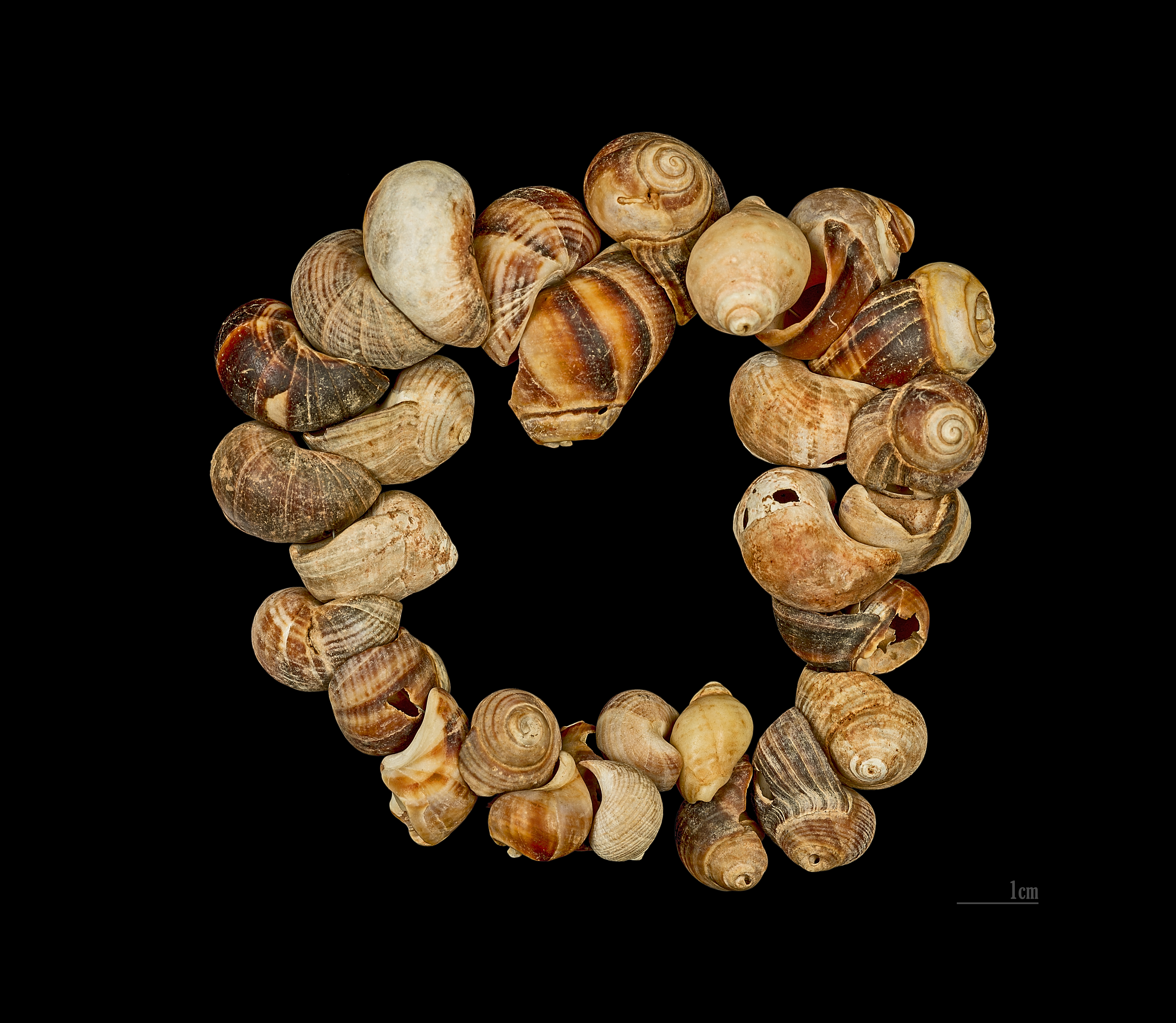
Adorno de Cro-Magnon - Colección Louis Lartet - Museo de Toulouse

Louis Lartet (1840 - 1899) fue un geólogo y paleontólogo francés. Hijo del también geólogo y paleontólogo Édouard Lartet, efectuó también, como él, investigaciones en arqueología y descubrió el célebre esqueleto del hombre de Cro-Magnon, en Eyzies-de-Tayac en marzo de 1868.

## Algunas publicaciones
- 1877. Exploration géologique de la Mer Morte, de la Palestine et de l’Idumée. París, Arthus Bertrand